# Stephen Poliakoff

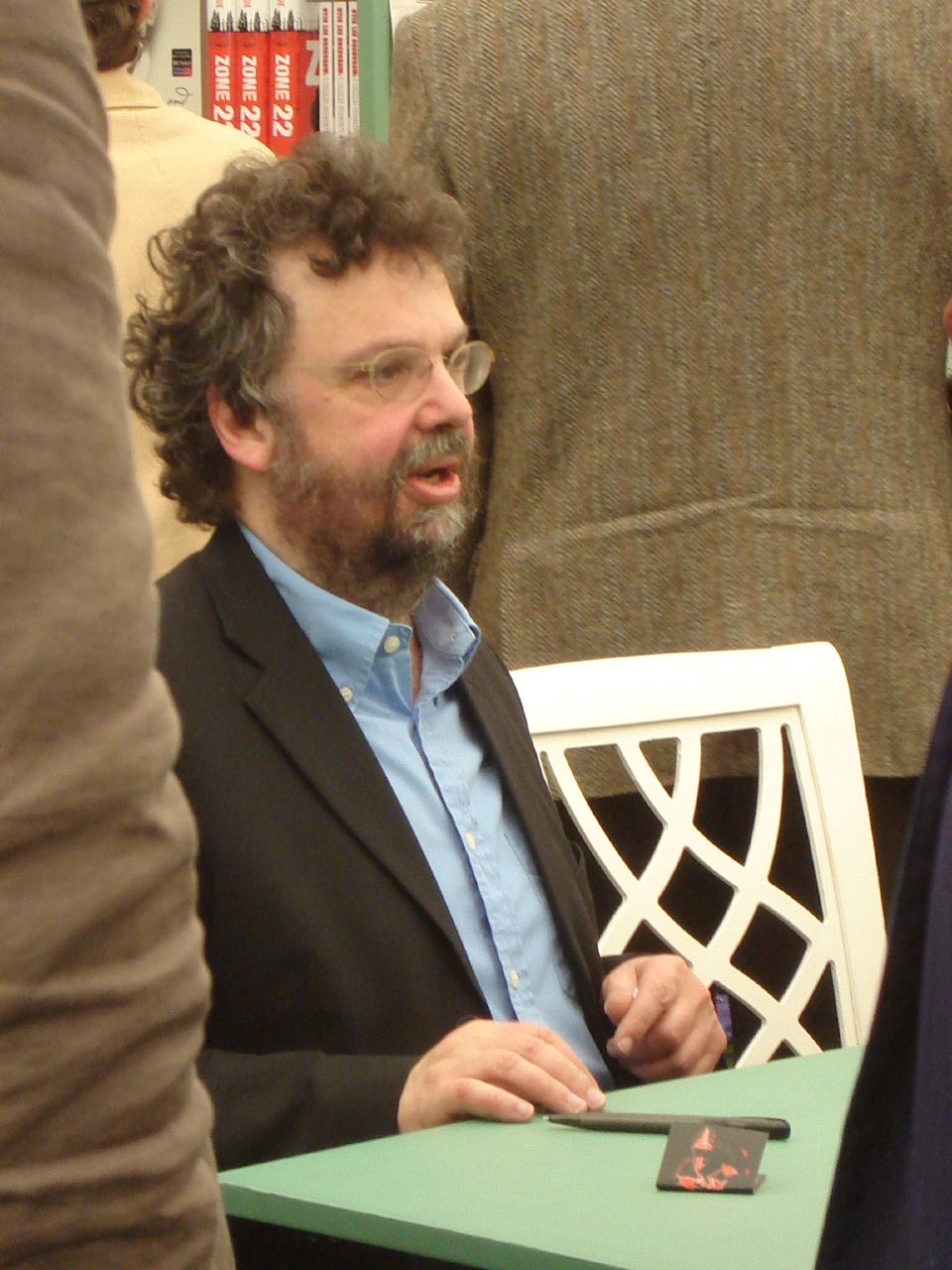
Stephen Poliakoff.

Stephen Poliakoff, CBE, (1 de diciembre de 1952 (72 años), Londres, Inglaterra) es un director, productor ejecutivo y guionista británico. 

## Filmografía y Television
- Perfect Strangers (2001)
- The Lost Prince (2003)
- La hija de Gideon (2006)
- Friends and Crocodiles (2006)
- Joe's Palace (2007)
- Capturing Mary (2007)
- Dancing Of the Edge (2013)